# Luis Fernando Fernández
Luis Fernando Fernández Rodríguez (Villafáfila, 3 settembre 1964) è un ex calciatore spagnolo, di ruolo centrocampista.

## Carriera
Cresce calcisticamente con l'Athletic Bilbao, società con cui esordisce con la squadra riserve nella stagione 1983-1984. L'anno successivo esordisce con la prima squadra, con cui debutta nella Primera División spagnola il 9 settembre 1984 in Siviglia-Athletic (3-0).
Con i baschi disputa otto stagioni, nelle quali scende in campo 188 volte (157 in campionato), trasferendosi al Burgos nell'estate 1992. Dopo due retrocessioni consecutive viene acquistato dal Gernika, dove conclude la carriera nel 1995.

## Palmarès

### Club

#### Competizioni nazionali
- Supercoppa di Spagna: 1

Athletic Bilbao: 1984